# Isabelle Waldberg
Pour les articles homonymes, voir Waldberg.
Isabelle Waldberg née Marghareta Isabella Maria Farner en 1911 à Oberstammheim et morte en 1990 à Chartres, est une sculptrice franco-suisse. Son œuvre s'inscrit dans le courant de l'abstraction.

## Biographie
Enfant, elle passe son temps dans la forge de son oncle. En 1932, elle s'installe à Zurich. Elle étudie la sculpture. En 1936, elle part pour Paris. Elle prépare une thèse sur Nietzsche, et poursuit des études de sociologie et d'ethnologie à l’École des Hautes études de la Sorbonne. Sa rencontre avec Alberto Giacometti à Paris est déterminante. En 1937, elle fait la connaissance de Patrick Waldberg, écrivain de nationalité américaine, au Dôme. Il la convainc de changer son prénom, car sa première femme s'appelle Margareta. 
Patrick Waldberg et Georges Bataille l'invitent à rejoindre la société secrète Acéphale. En novembre 1938, à la mort de Laure, la compagne de Georges Bataille, Isabelle et Patrick Waldberg s'installent avec lui à Saint-Germain-en-Laye. 
Elle crée ses premières sculptures en tiges de hêtre ou osier, sorte de constructions souples et fragiles. En 1942, Isabelle Waldberg rejoint à New York, Patrick Walberg. Le couple côtoie d'autres surréalistes en exil dont Marcel Duchamp, André Breton, Robert Lebel, Hans Arp. Isabelle et Patrick se marient en septembre 1942. À partir de 1943, Isabelle Waldberg produit des Constructions en métal. Il s'agit de structures faites de lignes et courbes, de treillis et de mailles. En 1944, ses œuvres sont exposées au Museum of Modern Art, à l’exposition Art in Progress, à l’exposition Twenty Painters à la Peggy Guggenheim Gallery. Sa première exposition personnelle a lieu à la galerie The Art of This Century, en 1945.

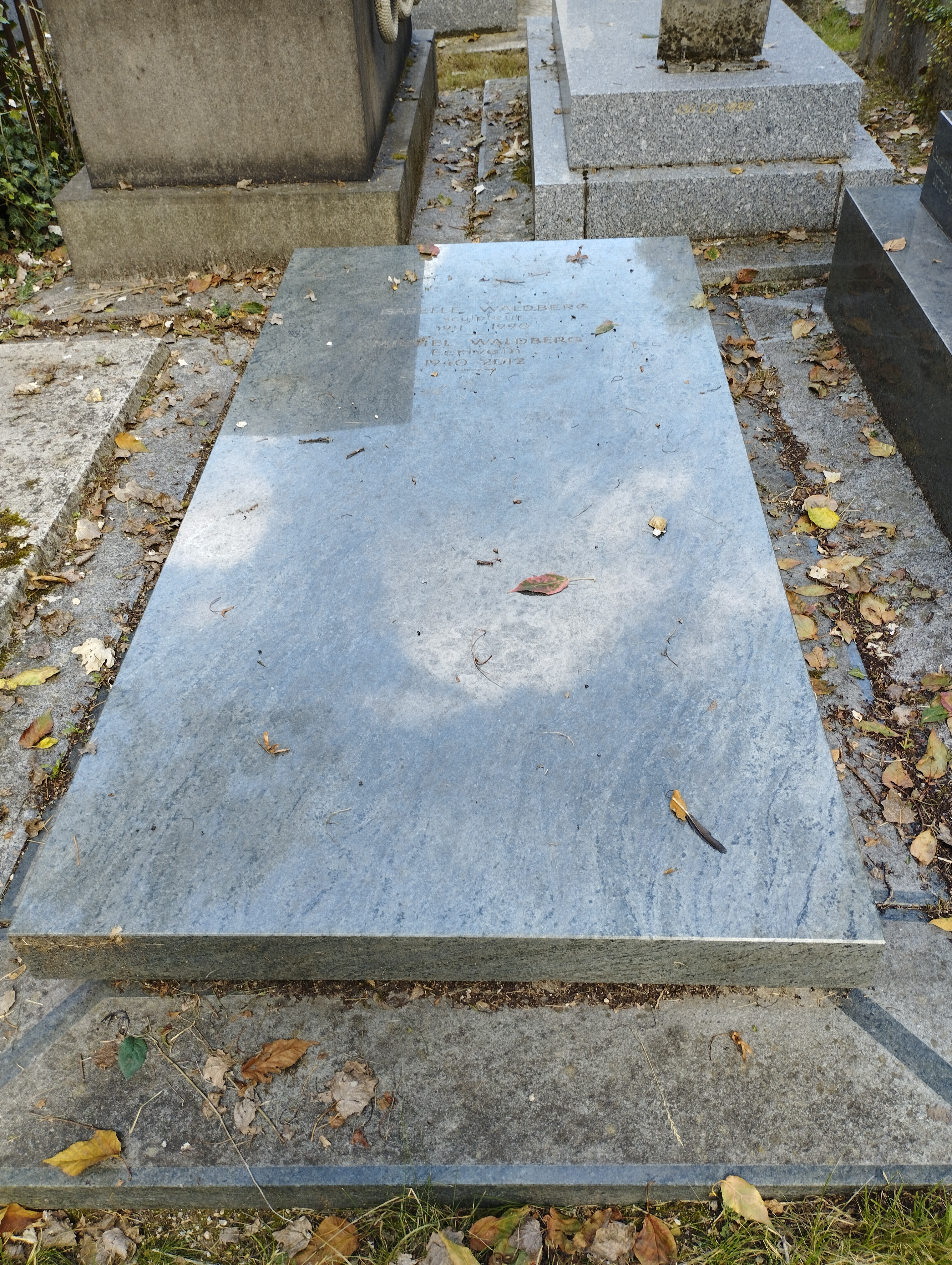
Tombe d'Isabelle et Michel Waldberg au cimetière de Montmartre (division 22).

Elle rentre à Paris en 1946 et s'installe dans l'atelier de Marcel Duchamp, rue Larrey à Paris. Elle abandonne la structure filiaire. Elle travaille la masse avec des plaques de plâtre. Ces sculptures sont trouées, percées, traversées de failles. Marcel Duchamp disait d'elle : « Isabelle sculpte, ausculte, s'occulte et exulte ». 
À partir de 1975, elle est professeure de sculpture à l’École nationale des Beaux-Arts de Paris. Elle est la première femme cheffe d’atelier de sculpture.
Son travail fait l'objet d'une rétrospective en 1981, à Berne.
Elle est la mère de l'écrivain et poète Michel Waldberg.
Elle est inhumée au cimetière de Montmartre (division 22).

## Expositions
- Color and Space in Modern Art, Mortimer Brandt Gallery, 1944
- Constructions, The Art of This Century, New York, 1944
- Paraphernalie, Galerie Jeanne Bucher, Paris, 1947
- Le Surréalisme en 1947, Galerie Aimé Maeght, Paris, 1947
- Der Geist des Surrealismus, Cologne, 1971
- Rétrospective, Berne, 1981

## Contributions à des ouvrages
- Michel Fardoulis-Lagrange, G.B. ou un Ami présomptueux, Le Soleil noir, 1969 (illustration de la couverture).
- Patrick & Isabelle Waldberg, Un amour acéphale. Correspondance 1940-1949, La Différence, 2002.

## Catalogues, monographies
- Dominique Le Buhan, Waldberg - Sculptures, La Différence, 1991
- Michel Waldberg, appareil critique par Marie Voisin, Isabelle Waldberg. Monographie, La Différence, 1992
- Isabelle Waldberg. Sculptures, Musée des beaux-arts de Chartres, La Différence, 1999

## Filmographie
- 1988 : Le Procédé de Clémenti de Jean Réal avec le fondeur Gilbert Clémenti, et les sculptrices Agnès Bracquemond et Isabelle Waldberg.

## Distinctions
- prix Antoine Bourdelle, 1961